# علم البيولوجيا التطورية (إيفو-ديفو)

التعبير عن جميع جينات النحت الثمانية في ذبابة الفاكهة Drosophila melanogaster

مجموعة أدوات الجينات هي مجموعة فرعية صغيرة من الجينات الموجودة في جينوم الكائن الحي والتي تتحكم منتجاتها في علم الاحياء النمائي للكائن الحي. تعد جينات مجموعة الأدوات أساسية في توليف علم الوراثة الجزيئي، وعلم الحفريات القديمة، والتطور، وعلم الأحياء التنموي في علم البيولوجيا التطورية (إيفو-ديفو).

## أدوات
جينات مجموعة الأدوات يتم الحفاظ عليها بشكل كبير بين شعبة، مما يعني أنها قديمة، وتعود إلى آخر سلف مشترك للحيوانات ثنائية الفصيلة. على سبيل المثال، كان لهذا السلف ما لا يقل عن 7 جينات من أجل عوامل النسخ. 
تؤثر الاختلافات في نشر جينات مجموعة الأدوات على مخطط الجسم وعدد وهوية ونمط أجزاء الجسم. غالبية جينات مجموعة الأدوات هي مكونات لمسارات الإشارة ، وترميز لإنتاج عوامل النسخ ، وبروتينات التصاق الخلية ، وبروتينات التصاق الخلية، وبروتينات مستقبل سطح الخلية (وربطة الإشارة التي ترتبط بها) ، والمورفوجينات المُفرزة ، وكل هذه العوامل تساهم في تحديد مصير الخلايا غير المتمايزة، وتولد أنماطًا مكانية وزمنية ، والتي بدورها تشكل مخطط الجسم للكائن الحي. من بين أهم الجينات الموجودة في مجموعة الأدوات تلك الموجودة في مجموعة الجينات الهوكس أو المجموعة المعقدة ، أو المركب. تعمل جينات الهوكس، عوامل النسخ التي تحتوي على عزر حمض نووي ريبوزي منقوص الأكسجين المرتبط بالبروتين المتماثل الموزع على نطاق واسع ، في تشكيل محور الجسم. وهكذا ، من خلال تحديد هوية مناطق معينة من الجسم بشكل اندماجي ، تحدد جينات الهوكس مكان نمو الأطراف وأجزاء الجسم الأخرى في الجنين أو اليرقة النامية. إن جين مجموعة الأدوات النموذجية هو باكس6 / بلا عيون ، والذي يتحكم في تكوين العين في جميع الحيوانات. لقد وجد أنه ينتج العيون في الفئران وذبابة الفاكهة ، حتى لو تم التعبير عن الفئران باكس6 / بلا عيون في ذبابة الفاكهة . 
هذا يعني أن جزءًا كبيرًا من التطور المورفولوجي الذي تمر به الكائنات الحية هو نتاج تباين في مجموعة الأدوات الجينية ، إما عن طريق تغيير الجينات إلى نمط تعبيرها أو اكتساب وظائف جديدة. من الأمثلة الجيدة على الأول هو المنقار المتضخم لطائر داروين العظيم (Geospiza magnirostris) ، حيث يكون جين BMP مسؤولاً عن المنقار الأكبر لهذا الطائر ، مقارنة بالعصافير الأخرى. 
يعد فقدان الأرجل في الثعابين وغيرها من الحرشفيات مثالًا جيدًا آخر على تغيير الجينات لنمط تعبيرها. في هذه الحالة ، يكون الجين الأقل بعدًا غير واضح إلى حد كبير ، أو لا يتم التعبير عنه على الإطلاق ، في المناطق التي تتشكل فيها الأطراف في رباعيات الأطراف الأخرى.  في عام 1994 ، قام فريق شون بي كارول باكتشاف «رائد» مفاده أن هذا الجين نفسه يحدد نمط نقطة العين في أجنحة الفراشة ، موضحًا أن جينات صندوق الأدوات بإمكانها تغيير وظيفتها.   
تميل جينات مجموعة الأدوات ، بالإضافة إلى كونها محفوظة بشكل كبير ، إلى تطوير نفس الوظيفة بشكل متماثل أو متوازي. الأمثلة الكلاسيكية على ذلك هي الجين البعيد المذكور سابقًا ، وهو المسؤول عن تكوين الزوائد في كل من رباعيات الأرجل والحشرات ، أو بشكل أكثر دقة ، توليد أنماط الجناح في فراشات Heliconius erato و Heliconius melpomene . هذه الفراشات هي مقلدات مولرية التي نشأ نمط تلطيخها في أحداث تطورية مختلفة ، ولكن يتم التحكم فيها من قبل نفس الجينات. يدعم هذا نظرية مارك كيرشنر وجون سي. جيرهارد في التباين الميسر ، والتي تنص على أن الحداثة التطورية المورفولوجية تتولد عن تغييرات تنظيمية في أعضاء مختلفة من مجموعة كبيرة من الآليات المحفوظة للتطور وعلم وظائف الأعضاء.